# جون جي. رايلي
جون جي. رايلي هو مدرس وسياسي أمريكي، ولد في 1 فبراير 1895 في أورانجبورغ في الولايات المتحدة، وتوفي في 1962 في سورفسيد بيتش في الولايات المتحدة. نشط حزبياً في الحزب الديمقراطي. وقد انتخب مندوب ‏ (1928 – 1944) وانتخب عضو مجلس النواب الأمريكي ‏.